# Gomphidia
Genre
Gomphidia  est un genre  dans la famille des Gomphidae appartenant au sous-ordre des Anisoptères dans l'ordre des Odonates. 

## Liste d'espèces
Ce genre comprend 24 espèces :
- Gomphidia abbotti Williamson, 1907
- Gomphidia aberrans (Schouteden, 1934)
- Gomphidia balii Fraser, 1949
- Gomphidia bredoi (Schouteden, 1934)
- Gomphidia caesarea Lieftinck, 1929
- Gomphidia confluens Selys, 1878
- Gomphidia flechteri Fraser, 1923
- Gomphidia gamblesi Gauthier, 1987
- Gomphidia ganeshi Chhotani, Lahiri & Mitra, 1983
- Gomphidia interruptstria Zha, Zhang & Zheng, 2005
- Gomphidia javanica Förster, 1889
- Gomphidia kelloggi Needham, 1930
- Gomphidia kirschii Selys, 1878
- Gomphidia kodauensis Fraser, 1923
- Gomphidia kruegeri Martin, 1904
- Gomphidia leonorae Mitra, 1994
- Gomphidia maclachlani Selys, 1873
- Gomphidia madi Pinhey, 1961
- Gomphidia pearsoni Fraser, 1933
- Gomphidia platyceps Fraser, 1953
- Gomphidia quarrei (Schouteden, 1934)
- Gomphidia sjostedti (Schouteden, 1934)
- Gomphidia t-nigrum Selys, 1854
- Gomphidia williamsoni Fraser, 1923